# Alpinia leptostachya
Alpinia leptostachya är en enhjärtbladig växtart som beskrevs av Theodoric Valeton. Alpinia leptostachya ingår i släktet Alpinia och familjen Zingiberaceae. Inga underarter finns listade i Catalogue of Life.